# راشد بدر سوار
راشد بدر سوار (2 أبريل 1994) لاعب كرة قدم بحريني يلعب حاليا لصالح نادي الدرجة الأولى النجمة البحريني في مركز المهاجم من 2012.